# وينسلو لويس
وينسلو لويس (بالإنجليزية: Winslow Lewis)‏ هو مهندس أمريكي، ولد في 1770، وتوفي في 1850.